# Aloysius Schwartz
Aloysius Schwartz (ur. 18 września 1930 w Waszyngtonie; zm. 16 marca 1992 w Manili) – amerykański Czcigodny Sługa Boży Kościoła katolickiego.

## Życiorys
W 1944 roku wstąpił do seminarium duchowego St. Charles w Maryland, studiował teologię na Katolickim Uniwersytecie w Leuven. W dniu 29 czerwca 1957 został wyświęcony na księdza diecezjalnego.
Dnia 8 grudnia 1957 przybył do Korei, która była zniszczona skutkami wojny. Pewnego dnia zemdlał w czasie odprawiania mszy – rozpoznano u niego zapalenie wątroby. Musiał powrócić do Stanów Zjednoczonych i tam zbierał fundusze dla ubogich z Korei.
W 1961 powrócił do Korei, gdzie został mianowany proboszczem parafii św. Józefa. Założył zgromadzenie zakonne Sióstr Maryi w dniu 15 sierpnia 1964, a dnia 10 maja 1981 zgromadzenie Bracia Chrystusa. W 1983 otrzymał nagrodę Ramona Magsaysaya, w 1989 roku zachorował na stwardnienie zanikowe boczne. Zmarł w wieku 61 lat w opinii świętości. Obecnie trwa jego proces beatyfikacyjny.